# Marcel Nencki

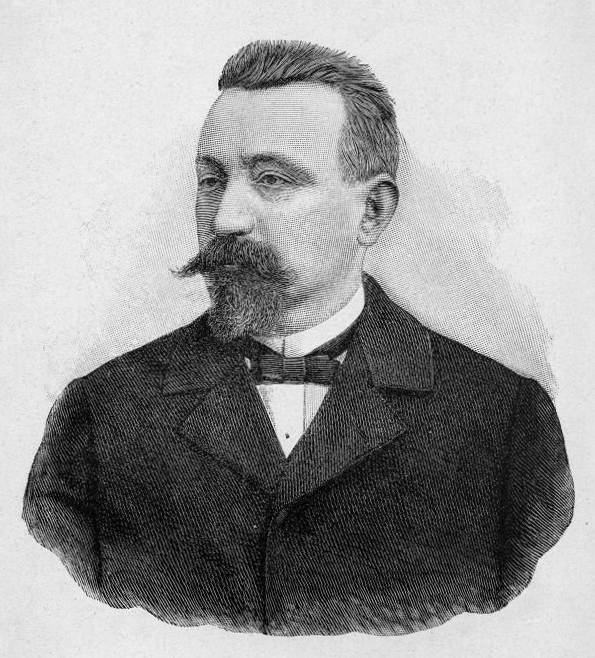
Marcel Nencki

Marcellus Wilhelm von Nencki (auch Marcel, Marceli; * 15. Januar 1847 in Boczki, Gouvernement Kalisz, Kongresspolen; † 14. Oktober 1901 in Sankt Petersburg) war ein polnisch-schweizerischer Mediziner und Chemiker (Biochemie, Organische Chemie).

## Leben
Nencki war der Sohn eines Gutsbesitzers und studierte zunächst Philosophie in Krakau (1863), Jena (1864) und Berlin, wo er Philologie studierte. 1867 ging er in Berlin zum Studium der Medizin über. Dabei spezialisierte er sich auf physiologische Chemie bei Bernhard Naunyn, Otto Schultzen und Adolf von Baeyer. 1870 promovierte er mit Die Oxydation der aromatischen Verbindungen im Thierkörper und war dann Assistent von Adolf von Baeyer am Berliner Gewerbeinstitut.
1872 wurde Nencki Leiter des Labors für medizinische Chemie an der Universität Bern. Im selben Jahr habilitierte er sich für medizinische und pathologische Chemie. 1873 wurde er zum Honorarprofessor ernannt. 1876 übernahm er die Leitung des neu gegründeten Medizinisch-Chemischen Instituts, was mit der Beförderung zum außerordentlichen Professor verbunden war. 1877 wurde er schließlich zum ordentlichen Professor ernannt. 1891 wurde Nencki in Bremgarten bei Bern eingebürgert.
Ab 1892 war er Leiter der Physiologisch-Chemischen Abteilung am Kaiserlichen Institut für experimentelle Medizin in Sankt Petersburg. Die Ärztin Nadeschda Olimpijewna Siber-Schumowa war ab 1877 seine Mitarbeiterin bzw. Assistentin und übernahm nach seinem Tod seine Leitungsfunktion.
In der Chemie befasste er sich mit Heterocyclen (Chinoline, Chinaldine), fand 1881 die Nenckische Reaktion (Synthese von Hydroxyketonen mit Zinkchlorid als Katalysator) und synthetisierte als Erster Indigo, durch Oxidation des Indols mit Ozon 1875. In der Biochemie untersuchte er die Zersetzung von Eiweißen durch Bakterien (mit Indol, Skatol, Skatolessigsäure und Mercaptan-haltigen Gasen als Produkt) und zeigte in den 1890er-Jahren in Zusammenarbeit mit Leon Pawel Teodor Marchlewski die Ähnlichkeit von Blutfarbstoff und Chlorophyll (veröffentlicht 1901), also Verbindungen aus dem Tier- und Pflanzenreich. Er isolierte Hämatin und Hämatoporphyrin und bestimmte Pyrrol als Ring-Baustein von Hämatoporphyrin.

## Veröffentlichungen
- Ueber die Vorstufen des Harnstoffes im Organismus. In: Ber. d. deutsch. chem. Gesellsch. zu Berlin, 1869
- Ueber die Harnfarbstoffe aus der Indigogruppe und über die Pancreasverdauung; Ib. 1874
- Ueber die Constitution der Guanamine und der polymeren Cyanverbindungen; Ib. 1876
- Zur Kenntniss d. Fäulnissprocesse; Ib. 1877
- Zur Kenntniss der Leucine; Journ. f. prakt. Chemie, 1877
- Ueber den chem. Mechanismus der Fäulniss; Ib. XVII
- Ueber die Lebensfähigkeit der Spaltpilze bei fehlendem Sauerstoff; Ib. XIX
- Oxydation aromatischer Kohlenwasserstoffe im Thierkörper; Zeitschr. f. physiol. Chem., 1880
- Ueber die Zersetzung der Gelatine und des Eiweisses bei der Fäulniss mit Pancreas; Bern, 1876
- Beiträge zur Biologie der Spaltpilze; Leipzig, 1880
- Urorozeina nowoznaleziony barwnik wmoczu (Das Urorosein, ein neuentdeckter Harnfarbstoff); Grazeta lekarska, 1882
- Ueber eine neue Methode, die physiol. Oxydation zu messen und über den Einfluss der Gifte und Krankheiten auf dieselbe; Pflueger's Archiv, XXXI
- Marceli N. opera omnia; Braunschweig, 1904, 2 Sammelbände